# Bobięcino
Bobięcino (kaszub. Papãczëno lub Bòbiecëno, niem.: Papenzin) – wieś w Polsce położona w województwie pomorskim, w powiecie bytowskim, w gminie Miastko
Wieś kaszubska na Pojezierzu Bytowskim, stanowi sołectwo gminy Miastko,
położona na zachód od Miastka, nad jeziorami Bobięcińskim Wielkim i Bobięcińskim Małym.
We wsi znajduje się: podniszczony, bezstylowy dwór z XVIII wieku, przebudowany na przełomie XIX i XX wieku, z facjatką i gankiem, schronisko młodzieżowe prowadzone przez harcerzy, przystań, kąpielisko, wypożyczalnia kajaków nad jeziorem Bobięcińskim Małym.
W latach 1975–1998 miejscowość administracyjnie należała do województwa słupskiego.